# Johann Ludwig Wurstemberger
Pour les articles homonymes, voir Wurstemberger.
Johann Ludwig Wurstemberger, né le 25 février 1783 à Berne et mort le 15 janvier 1862 dans la même ville, est un officier, homme politique et historien suisse.

## Biographie
Son père Johann Ludwig Wurstemberger (mort en 1819) est "Landmajor" à Berne et membre du Petit Conseil. Sa mère est Anna Susanna Katharina Wild.
Il participe à la guerre des Bâtons et fait carrière comme officier du génie : en 1805 il devient capitaine et en 1826 colonel à l'état-major général fédéral ; de 1830 à 1832, il est colonel quartier-maître.
De 1809 à 1831, il est conseiller municipal bernois. En tant que bailli de Frutigen, il est devient un expert administratif bien connu de 1811 à 1817. Après son service civil, il devient, en tant qu'opposant à la Régénération, un historien bien connu. Malgré sa vision patricienne de l'histoire, son œuvre montre des signes d'historiographie critique.
Wurstemberger est marié Sophie de Larrey, dame de la cour de Wilhelmine de Prusse. Leur fille Sophie (1809-1878) est la fondatrice de la maison diaconale de Berne et épouse Johann Friedrich Dändliker (1821-1900).